# Việt Nam tại Đại hội Thể thao châu Á 2014
Việt Nam đã tham gia vào Đại hội Thể thao châu Á 2014 tại Incheon, Hàn Quốc từ ngày 19 tháng 9 đến ngày 4 tháng 10 năm 2014.. Tại giải này, Việt Nam đạt 36 huy chương, trong đó có 1 vàng, 10 bạc và 26 đồng. Vận động viên Wushu Dương Thúy Vi là người mang về tấm Huy chương vàng duy nhất cho đoàn Việt Nam tại Đại hội này.